# Otis (Colorado)
Otis is een plaats (town) in de Amerikaanse staat Colorado, en valt bestuurlijk gezien onder Washington County.

## Demografie
Bij de volkstelling in 2000 werd het aantal inwoners vastgesteld op 534.
In 2006 is het aantal inwoners door het United States Census Bureau geschat op 509, een daling van 25 (-4,7%).

## Geografie
Volgens het United States Census Bureau beslaat de plaats een oppervlakte van
1,1 km², geheel bestaande uit land. Otis ligt op ongeveer 1329 m boven zeeniveau.

## Plaatsen in de nabije omgeving
De onderstaande figuur toont nabijgelegen plaatsen in een straal van 56 km rond Otis.